# ورزشگاه دیلون

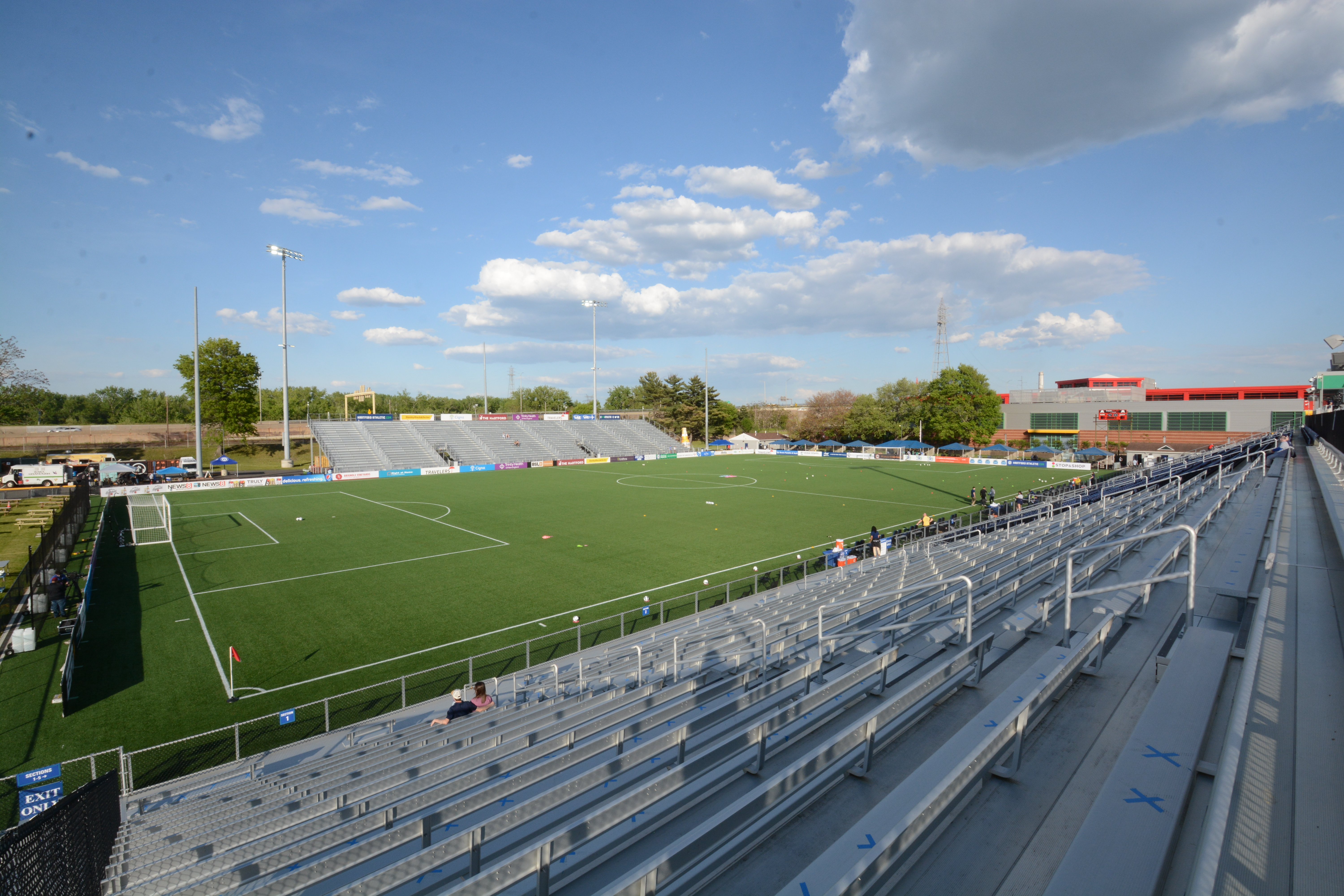
نمایی از ورزشگاه فوتبال دیلون در سال ۲۰۲۱

ورزشگاه دیلون (به انگلیسی: Dillon Stadium) با ظرفیت ۲۰٬۰۰۰ نفر در شهر هارتفورد ایالت کانتیکت واقع شده‌استو دارای زمین چمن می‌باشد.